# Stary Zamość
Stary Zamość è un comune rurale polacco del distretto di Zamość, nel voivodato di Lublino.
Ricopre una superficie di 97,19 km² e nel 2004 contava 5 504 abitanti.